# Wellington County
Wellington County är ett county i Kanada.   Det ligger i provinsen Ontario, i den sydöstra delen av landet, 400 km väster om huvudstaden Ottawa.
Wellington County består av sju kommuner:
- Centre Wellington
- Guelph/Eramosa
- Wellington North
- Erin
- Mapleton
- Minto
- Puslinch